# Heltah Skeltah
Heltah Skeltah war ein US-amerikanisches Hip-Hop-Duo aus Brooklyn, New York, bestehend aus Ruck (aka Sean Price) und Rock (aka Rockmon the Rockness Monstah). Sie standen beim Label Duck Down unter Vertrag. Ruck und Rock waren auch Mitglieder in der Hip-Hop-Gruppe Boot Camp Clik, zu denen auch die Originoo Gunn Clappaz (OGC), Smif-N-Wessun und Buckshot zählen.

## Bandgeschichte
Heltah Skeltah gehörten bis 1996 zur Rap-Gruppe The Fabulous Five (Kurzform: Fab 5), die sie gemeinsam mit der Gruppe OGC bildeten. Dieser Zusammenschluss wurde jedoch aufgrund von Soloprojekten bzw. aufgrund der Projekte der beiden Teilgruppen getrennt. Kurz danach erschien das Debüt-Album des Duos Heltah Skeltah mit dem Titel Nocturnal. In seiner ersten Woche verkaufte es sich in den USA über 40.000 Mal. Zwei Jahre später wurde das zweite Album Magnum Force veröffentlicht, welches sich jedoch trotz guter Kritiken nicht so gut verkaufte wie erwartet.
Anschließend waren die beiden Bandmitglieder in Soloprojekten tätig: Ruck nahm zwischen 2001 und 2004 einige Singles unter seinem Geburtsnamen Sean Price auf. Rock veröffentlichte ebenfalls Singles und war auf verschiedenen Mixtapes zu hören. Zur Zeit seiner Solokarriere nannte er sich Rockmon the Rockness Monstah.
2005 tauchten sie erstmals wieder zusammen auf der Tour von Sadat X auf. Ihr drittes Albums D.I.R.T. (Da Incredible Rap Team) erschien im September 2008.
Im Januar 2008 wurde Rock wegen versuchten Mordes verhaftet und nach Zahlung einer Kaution von 125.000 $ zwölf Tage später wieder freigelassen. Ihm wurde vorgeworfen, einen stadtbekannten Zuhälter (und Gangmitglied der Bloods) angegriffen zu haben. Rock habe ihm ins Genick geschossen und ihn damit gelähmt. Der Rapper bestritt den Vorfall.
Nach dem mäßig erfolgreichen dritten Album widmeten sich die beiden Mitglieder des Duos wieder verstärkt ihren Soloprojekten bzw. der Zusammenarbeit mit weiteren Künstlern.
Ruck (Sean Price) starb am 8. August 2015 im Alter von 43 Jahren.

## Diskografie

### Studioalben
| Jahr | Titel        | Höchstplatzierung, Gesamtwochen, AuszeichnungChartplatzierungen (Jahr, Titel, Platzierungen, Wochen, Auszeichnungen, Anmerkungen) | Höchstplatzierung, Gesamtwochen, AuszeichnungChartplatzierungen (Jahr, Titel, Platzierungen, Wochen, Auszeichnungen, Anmerkungen) | Anmerkungen                              |
| Jahr | Titel        | UK | US | Anmerkungen                              |
| ---- | ------------ | --- | --- | ---------------------------------------- |
| 1996 | Nocturnal    | — | US35 (11 Wo.)US | Erstveröffentlichung: 18. Juni 1996      |
| 1998 | Magnum Force | — | US34 (4 Wo.)US | Erstveröffentlichung: 13. Oktober 1998   |
| 2008 | D.I.R.T.     | — | US122 (1 Wo.)US | Erstveröffentlichung: 30. September 2008 |

### Singles
| Jahr | Titel Album                      | Höchstplatzierung, Gesamtwochen, AuszeichnungChartplatzierungen (Jahr, Titel, Album, Platzierungen, Wochen, Auszeichnungen, Anmerkungen) | Höchstplatzierung, Gesamtwochen, AuszeichnungChartplatzierungen (Jahr, Titel, Album, Platzierungen, Wochen, Auszeichnungen, Anmerkungen) | Anmerkungen                                              |
| Jahr | Titel Album                      | UK | US | Anmerkungen                                              |
| ---- | -------------------------------- | --- | --- | -------------------------------------------------------- |
| 1996 | Blah Nocturnal                   | UK60 (2 Wo.)UK | — | Erstveröffentlichung: Mai 1996 mit Originoo Gunn Clappaz |
| 1998 | I Ain’t Havin’ That Magnum Force | — | US80 (7 Wo.)US | Erstveröffentlichung: September 1998                     |

Weitere Singles
- 1995: Da Original Mixes / Sneak Peak (Boot Camp Clik / Heltah Skeltah Promo-12")
- 1996: Nocturnal Sampler EP
- 1996:	Leflaur Leflah Eshkoshka / Lettha Brainz Blo (Heltah Skeltah & Originoo Gunn Clappaz Aka Fab 5)
- 1996: Therapy
- 1996: Operation Lockdown / Da Wiggy
- 1998: Brownsville II Long Beach (Promo-12")
- 2000: The Crab Inn / Caca Gosa Vixen (Fuck All Y'all Niggas) (12")
- 2001: Flame On / Mobb N***az / What's Da Flavor? (Big Daddy Kane / Infamous Mobb / Heltah Skeltah)
- 2009: The Midnight Madness Remix EP